# Släpring

Skiss av ett tvärsnitt av släpringar för en elmotor. I detta exempel har släpringarna en borstlyftanordning och en glidande kontaktstång, vilket gör att släpringarna kan kortslutas när de inte längre behövs. Detta kan användas för att starta en släpringsinduktionsmotor till exempel.

Släpring är en elektromekanisk komponent och en metod för elektrisk överföring mellan två, i förhållande till varandra, roterande delar. Släpringar, även kallade elektrisk roterskarv, kollektor, elektrisk svivel eller släpringsdon, är vanligt förekommande i till exempel generatorer för växelströmssystem, i asynkronmotorer och i vindkraftverk. Släpring används även när elektriska signaler överförs till utrustning som måste kunna roteras efter behov såsom radioteleskop och flygfyrar.
En släpring består av en cirkel eller ett band av ledande material som är monterat på en axel. Det ledande materialet är isolerat från axeln. Elektriska ledare anslutes från den inre roterande delen i systemet, till exempel rotorn i en generator, till släpringen. Borstar eller fasta ledare släpar mot ringen och överför elektrisk kraft eller signal mellan den inre delen och den yttre statiska delen, till exempel statorn i en generator.
Detta systemet är likartat det med borstar och kommutator som återfinns i många typer av likströmsmotorer. Kommutatorer är dock segmenterade medan släpringar är obrutna så begreppen bör inte förväxlas.

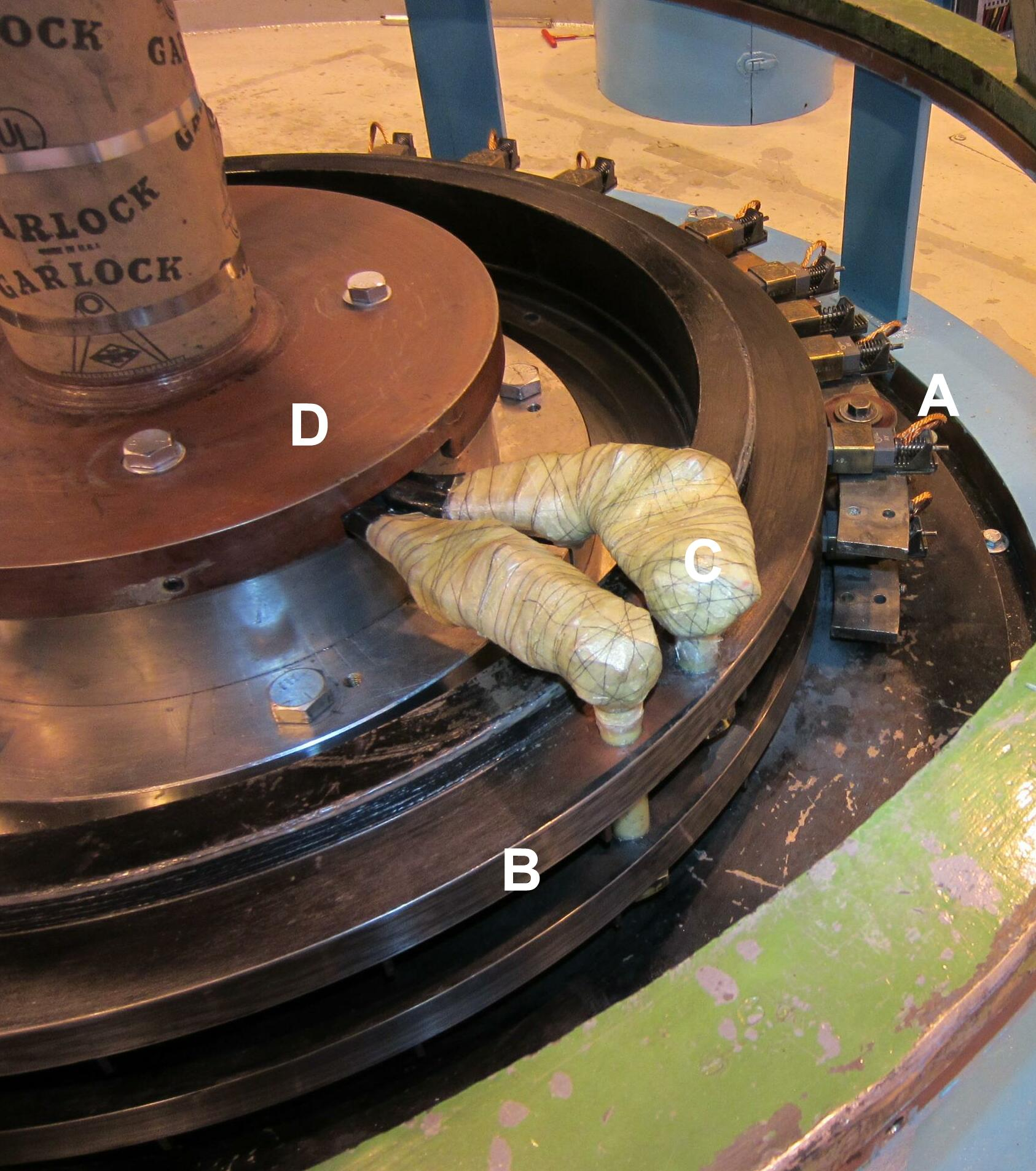
Släpringar på en vattenkraftgenerator;
A - stationära fjäderbelastade grafitborstar,
B - roterande stålkontaktring,
C - isolerade anslutningar till generatorns fältlindning,
D - övre änden av generatoraxeln.

## Konstruktion
Vanligtvis består en släpring av en stationär grafit- eller metallkontakt (borste) som gnider mot ytterdiametern av en roterande metallring. När metallringen vrids leds den elektriska strömmen eller signalen genom den stationära borsten till metallringen som gör anslutningen. Ytterligare ring/borstenheter staplas längs den roterande axeln om mer än en elektrisk krets behövs. Antingen är borstarna eller ringarna stationära och den andra komponenten roterar. Denna enkla konstruktion har använts i årtionden som en primitiv metod för att överföra ström till en roterande enhet. 

## Alternativa namn och användningsområden
Några andra namn som används för släpring är kollektorring, roterande elektrisk kontakt och elektrisk släpring. Vissa använder också termen kommutator, som dock är något annorlunda och specialiserade för användning på likströmsmotorer och -generatorer. Medan kommutatorer är segmenterade, är släpringar kontinuerliga och termerna är inte utbytbara. Roterande transformatorer används ofta istället för släpringar i höghastighets- eller lågfriktionsmiljöer.
En släpring kan användas inom en roterande koppling för att fungera samtidigt med anordningen, vanligen kallad en roterande koppling. Släpringar gör samma sak för elektrisk kraft och signalerar som roterande kopplingar gör för flytande media. De är ofta integrerade i roterande fack för att skicka kraft och data till och från roterande maskineri i samband med de media som den roterande enheten tillhandahåller.

## Historik
Grundprincipen för släpringar kan spåras tillbaka till slutet av 1800-talet då de ursprungligen användes i tidiga elektriska experiment och utvecklingen av elektriska generatorer och motorer. Med tillkomsten av den industriella revolutionen och den ökande efterfrågan på elektrisk kraft började tekniken bakom släpringar att utvecklas. De blev väsentliga komponenter i storskaliga elektriska maskiner, såsom turbiner och generatorer, vilket möjliggör överföring av kraft och signaler i maskiner där en del av maskineriet behövde rotera kontinuerligt.

## Typer

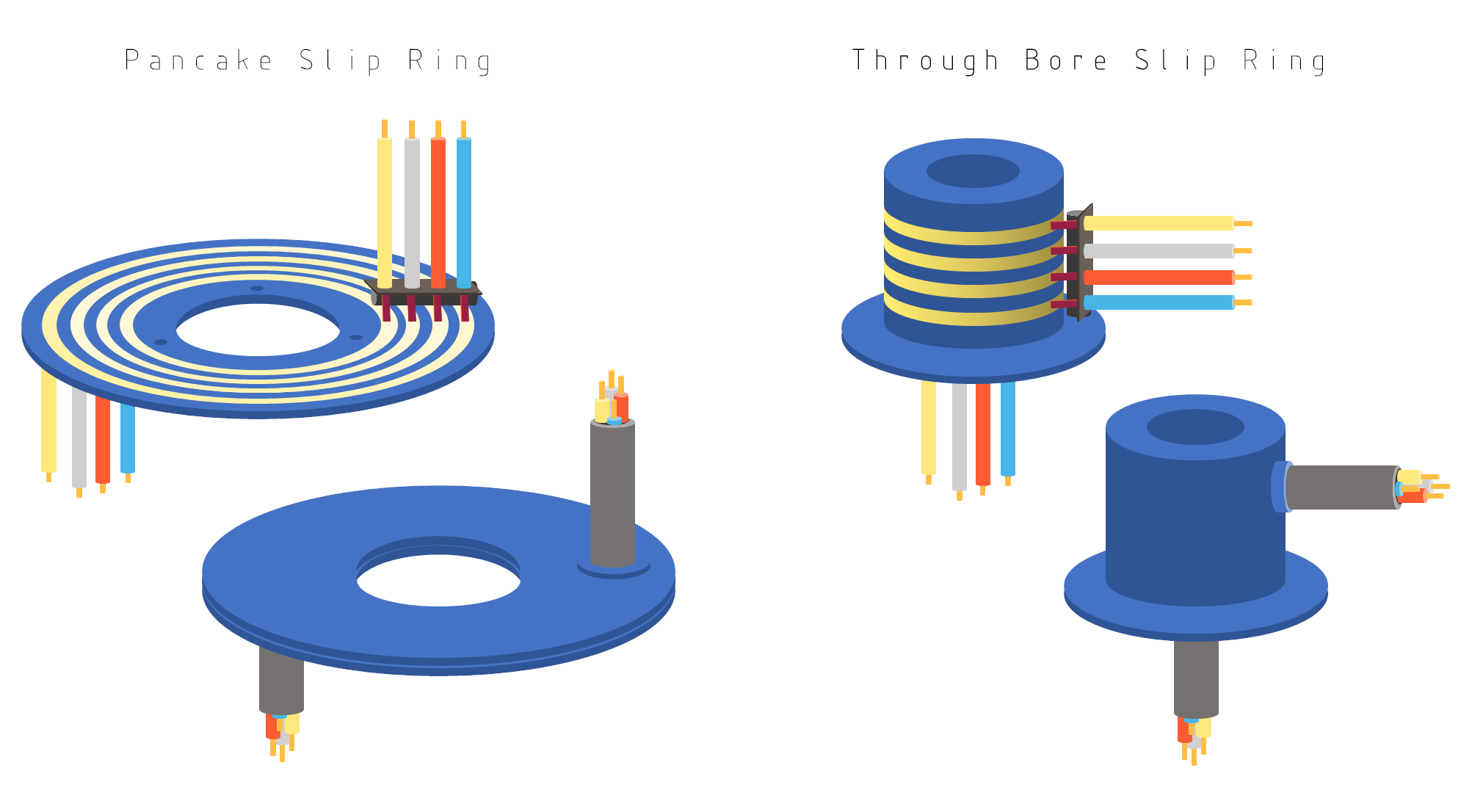
De två vanligaste typerna av släpringar.

Släpringar tillverkas i olika typer och storlekar. En apparat gjord för scenbelysning hade till exempel 100 ledare. Släpringen tillåter obegränsade rotationer av det anslutna objektet, medan en slak kabel bara kan vridas några gånger innan den binder upp och begränsar rotationen. 

### Kvicksilverfuktade släpringar
Kvicksilverfuktade släpringar, kända för sitt låga motstånd och stabila anslutning, använder en annan princip som ersätter den glidande borstkontakten med en pool av flytande metall som är molekylärt bunden till kontakterna. Under rotation upprätthåller den flytande metallen den elektriska förbindelsen mellan de stationära och roterande kontakterna. Användningen av kvicksilver kan dock utgöra säkerhetsproblem om det inte hanteras på rätt sätt, eftersom det är ett giftigt ämne. Släpringsanordningen är också begränsad av temperatur, eftersom kvicksilver stelnar vid ca -38,8 °C.

### Pannkakssläpringar
En pannkakssläpring har ledarna anordnade på en platt skiva som koncentriska ringar centrerade på den roterande axeln. Denna konfiguration har större vikt och volym för samma kretsar, större kapacitans och överhörning, större borstslitage och samlar lättare upp slitageskräp på sin vertikala axel. En pannkaksmodellen erbjuder dock minskad axiell längd för antalet kretsar och kan därför vara lämplig i vissa tillämpningar.   

### Trådlösa släpringar
Trådlösa släpringar förlitar sig inte på de typiska friktionsbaserade metall- och kolborstkontaktmetoderna som har använts av släpringar sedan deras uppfinning, såsom de som diskuterats ovan. Istället överför de både kraft och data trådlöst via ett magnetfält, som skapas av spolarna som är placerade i den roterande mottagaren och den stationära sändaren. Trådlösa släpringar anses vara en uppgradering från - eller alternativ till - traditionella släpringar, eftersom deras avsaknad av mekaniska roterande standarddelar innebär att de vanligtvis är mer motståndskraftiga i tuffa driftsmiljöer och kräver mindre underhåll. Mängden effekt som kan överföras mellan spolarna är dock begränsad; typiskt sett kan en traditionell släpring av kontakttyp överföra storleksordningar mer kraft i samma volym.